# 春萌畫會
春萌畫會是1928年由林玉山、朱芾亭、林東令等人於嘉義成立之東洋畫美術團體，其活動地區包括台南及高雄等地:125。根據創始人林玉山所述，春萌畫會成立之動機為：「台展之後，我們畫會的人也愈來愈了解，一年只參加一次台展是不夠的，應該經常有創作機會，因此後來才組織，參加畫會。」:126
該畫會於1930年4月在台南公會堂舉辦首展，除嘉義地區之會員參加展覽外，亦加入台南畫家潘春源、黃靜山、陳再添、吳左泉等人，共襄盛舉。同年12月第2回展覽會在嘉義公會堂舉行。:1421932年第3回於羅山信用合作社舉行，停辦台南場，部分台南成員潘春源、黃靜山、陳再添等人退出。:143
戰後，「春萌畫會」改名為「春萌畫院」:146，隨著主要成員林玉山、黃鷗波、盧雲生、李秋禾等人北上謀職，該畫會主要活動移師台北持續活耀。「春萌畫院」的活動至少持續到1954年，共舉辦過七次展覽:126，之後該畫會雖未再舉辦過聯展，但透過其部分成員在台灣藝術界的發聲仍持續發揮一定的影響力。

## 歷史

### 戰前發展

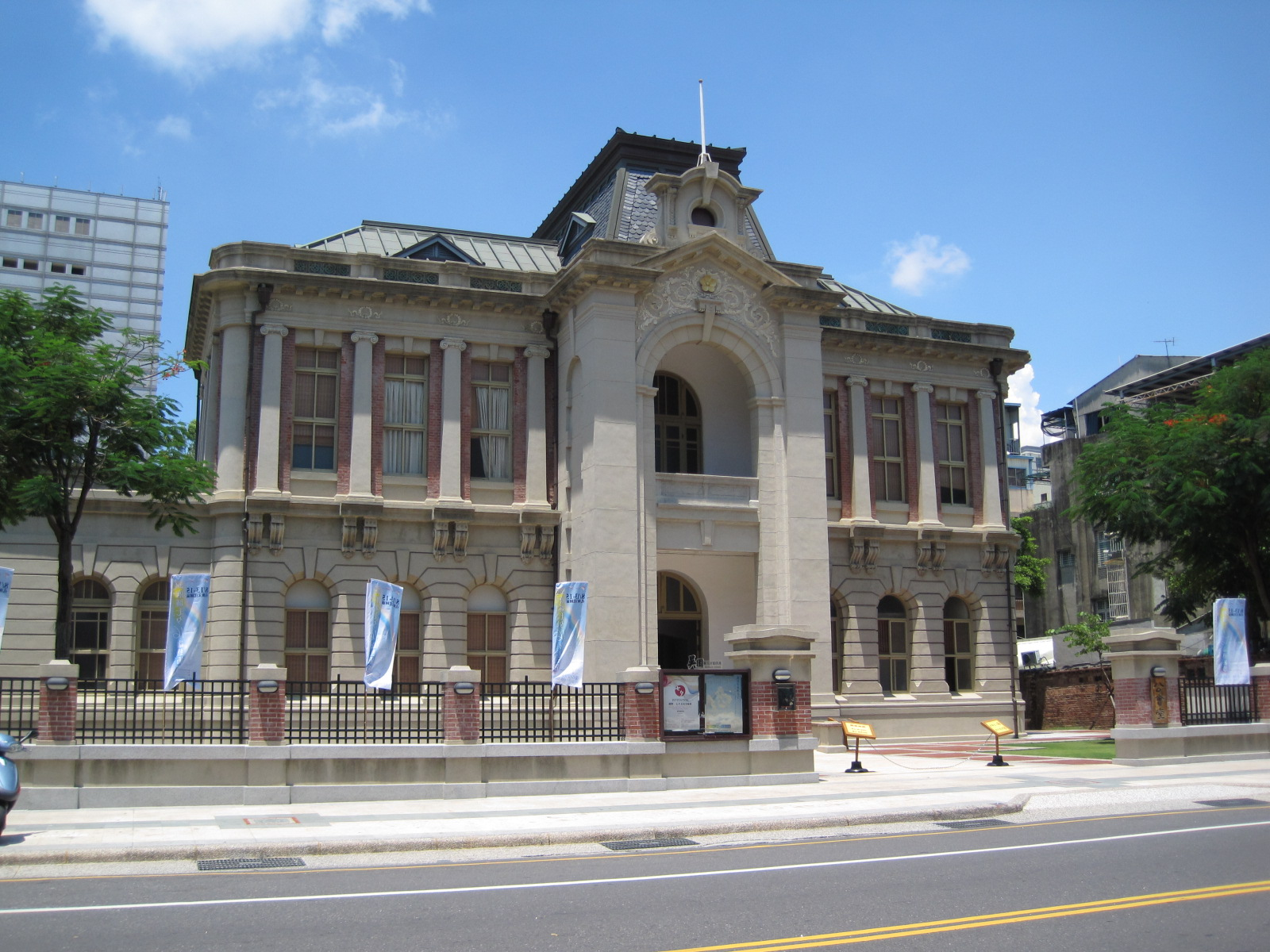
春萌畫會第一次聚會的地點：臺南公會堂

春萌畫會作為日治時期第一個臺灣人自組的東洋畫同人團體，在二次大戰前（日治時期），為了參與臺展，從中國傳統書畫基礎出發，努力學習創作符合展覽會審美標準的寫生東洋畫、表現臺灣的「地方色彩」，後來形成了以寫生為內涵的繪畫觀與對臺灣鄉土的認同。:i
春萌畫會在二次大戰前，除因1941至1945年戰爭爆發停止活動外，至少辦了七次展覽。1930年4月20日在臺南公會堂舉辦第一回「試作展」，出品畫家共九人，包含：蒲上花（添生）、林東令、朱芾亭、林玉山、潘春源、陳再添、施玉山、黃靜山、吳左泉。除第一回展覽外，其餘皆在嘉義舉辦，1932年部分成員因經濟因素退出畫會，但畫會仍持續運作，尤其1935年第六回展覽會，更設定為六週年紀念展。二戰後為利畫會成員申請教職，春萌畫會改組及改名為「春萌畫院」，此時成員逐漸增加，新增加成員有李秋禾、盧雲生、張李德和、黃水文、吳天敏等人，是為春萌畫會第二階段的盛況:8。春萌畫會改組為「春萌畫院」的時間點有二個說法，一說是根據1948年林玉山〈春萌畫院的梗概手稿〉記載，是在1940-1942年間改組為「畫院」。另一說則認為是戰後1947年，1946年黃鷗波在加入春萌畫會時，建議春萌畫會改名為如同學校的「畫院」。林玉山在手稿中表示畫院改制時間是在1940至1942年間，是因為學院通常有3至4年修業年限的規範，如此才有利畫會成員在1947年能依據畫院學力證明申請教職。:67-68
春萌畫會在戰前對臺灣美術發展的影響，最重要的是其為嘉義地方美術發展的重要凝聚力來源，從六週年展參與者名單仍包含臺南的潘春源、黃靜山、吳左泉等人在內，畫會並無「分裂」的問題，從目前保存下來的畫會合作畫來看，會員不但相互交流，且反映出世代紮根的軌跡。此外，畫會也是戰前臺灣南部東洋畫之交流平臺，成員皆為臺展東洋畫部參選或入選者，且皆來自嘉義、臺南兩地，透過東洋畫同人團體集體提升創作能力，根據1935年第六回的六週年紀念展，成員共同具名印製的《展覽會要覽》宣言中顯示對臺灣整體美術環境的大我關懷與社會責任：「本會在今後仍秉持一貫的真摯的態度，致力於美術思想的普及以及本島美術健實的提升發展。」:7

### 戰後發展
1948年戰後「春萌畫院」首展將創設宗旨改為：「發揮國畫精神進而推陳出新為使命。」:70適應戰後文化的變遷，追求藝術創新的信念，發揮中國繪畫精神，融入傳統文化，為共同努力的目標。春萌畫院成員努力學習繪畫技術，探索藝術創作，成為東洋畫及戰後國畫界重要的中流砥柱，展現藝術精神及自己見解。該展參展作品53幅，作品取材皆現實題材，寫以自然景物，表現時代性，作品風格氣韻生動。
1949年大陸來台畫家人數增加，與臺灣畫家有不同風格，在省展的競爭，產生國畫論爭。1950年戰後因國畫改革聲浪，借鏡西洋畫的特長多加觀察與寫生。林玉山於師大任教與大陸來台的畫家，觀摩與研究中國書畫的經驗，結合寫生觀察的心得，經過長期摸索與嘗試，融合畫師、水墨畫家及東洋畫家。原在嘉義為據點的春萌畫院移師北部持續活躍，春萌畫院經常與其他寓居北部的成員盧雲生、李秋禾、黃鷗波等人共同舉辦觀摩研究會，不斷精進。1954年春萌畫院的林玉山與盧雲生提出「灣製繪畫」，納入中日西藝術所長， 結合台灣具有熱帶光線與豐富色彩結合，成為獨特的台灣繪畫，努力從經驗找到自我價值，也找到台灣主體性:10。

## 代表成員
｢春萌畫會｣的發起人為林玉山、朱芾亭，兩人均為臺灣嘉義人，故成立畫會之際，網羅許多嘉義與臺南地區的東洋畫創作者，如潘春源、吳左泉、林東令、黃靜山、施玉山、徐清蓮、蒲添生、陳再添等人。
林玉山(1907~2004)為畫會在嘉義的主導與核心人物，他曾連續十年入選臺展，連續五回入選府展 ，與郭雪湖、陳進等被合稱為「臺展三少年」，除「春萌畫會」外，並曾參與或主導「鴨社書畫會」、「自勵會」、「黑洋社習畫會」、「栴檀社」與「麗光會」等。嘉義出身者尚有朱芾亭(1904-1977) 曾入選臺展第 4、6、7、8、10 回以及府展第 3 回:92，畫風受林玉山影響，並以寫生意趣的水墨山水畫為其特色。林東令則與林玉山交情很深，常向林玉山請益膠彩畫並隨他外出寫生，曾入選臺展11次，創作風格以傳統民俗道釋畫和膠彩畫為主:93。蒲添生(1912~1996)則為黃土水之後，臺灣第二位赴日學習雕塑之藝術家，他受陳澄波啟發藝術方面的興趣與天份，並在日本雕塑家朝倉文夫的指導下接受雕塑的基礎訓練，曾數度擔任全國美展及省展評審委員。
臺南地區主要成員如潘春源(1891~1972)，曾於臺展第二屆起連續六年入選，作品具鄉土情懷，擅長膠彩、水墨與寺廟彩繪 。黃靜山 (1907~2005)則擅長肖像畫，他投注近70年的時間在肖像畫的繪製，此外水墨與膠彩畫亦表現出色，在其創作生涯中曾入選臺展六次、府展一次。
除臺籍藝術家外，春萌畫會亦難得的有日籍藝術家加入，常久常春即為其一。他曾七次入選臺展和府展，因居住於多山的嘉義，曾立志以五年時間記錄臺灣的山景。1934年，常久常春以《塔山》入選第8回臺展，結果引發「二曲一雙屏風」的爭議事件。

## 影響
春萌畫會是日治時期嘉義地區東洋畫會研究組織中持續時間較長、累積成果較豐碩者:125-130:5，透過定期聚會和展覽會，追求成員繪畫創作的進步，提升入選官方美展的機會:33。不僅帶動創作發展，也維繫藝術家情誼，是凝聚並推動嘉義地區美術風氣的一股重要力量。
春萌畫會前後曾舉辦7次聯展，除1930年第一回設於臺南外，其餘皆在嘉義:125-130，成員在官方美展（如臺、府展）的成績亦造就嘉義「畫都」美譽:175-177。1950年代因林玉山移居臺北，影響力擴及北部:125-130。1954年透過跨縣市的「臺灣南部美術展覽會」（簡稱南部展）之結盟，其活動及影響力更擴及臺南、高雄等地:6，推動南部藝術教育，培育無數藝術家。隨著戰前至戰後的歷史變遷，成員在不同時期官方美展的成果，春萌畫會由南臺灣的地方畫會，成為反映臺灣近代美術史縮影的代表性繪畫研究團體:6。
春萌畫會也影響了其他美術團體的組成，因其會員為嘉南地區曾入選美術展覽的畫家及民間畫師組成，沒有美術繪畫基礎的青年學子無法加入，促使關心藝文的地方人士提倡另組青年書畫自勵會，於1931年5月成立「嘉義書畫自勵會」，以培養在地愛好美術青年入選臺展為目標。1931年9月會員施玉山另成立「嘉義書畫藝術研究會」，獎勵青年學習書畫。:175-177